# Shōgun (2024)
Shōgun ist eine US-amerikanische Serienverfilmung aus dem Jahr 2024, deren bisher veröffentlichte erste Staffel auf dem im Jahr 1975 veröffentlichten gleichnamigen Roman von James Clavell basiert. Die Serie wurde mehrfach ausgezeichnet und gewann bei den Emmy Awards 2024 18 Preise, was zuvor noch keiner Serie gelungen war.
Sie war ursprünglich als Miniserie konzipiert, jedoch beschloss der Auftraggeber FX wenige Monate nach Veröffentlichung, diese aufgrund ihres Erfolges um zwei Staffeln zu verlängern, obwohl die Vorlage in der ersten Staffel auserzählt wurde.

## Produktion
Die Serienproduktion wurde im August 2018 von dem US-amerikanischen Fernsehsender FX angekündigt.
Die Dreharbeiten sollten im März 2019 in Japan und im Vereinigten Königreich beginnen, wurden jedoch verschoben, nachdem der Fernsehsender befunden hatte, dass die Vorproduktion nicht seinen Qualitätsansprüchen entsprach und seine an die Serie gestellten Erwartungen nicht erfüllt würden, wenn mit den Dreharbeiten fortgefahren würde. Im Januar 2020 wurde bekannt, dass Ronan Bennett nicht länger für die Drehbuchentwicklung zur Verfügung stand und dass man damit begonnen habe, das Drehbuch neu schreiben zu lassen und dafür im Frühjahr zuvor Justin Marks und seine Frau Rachel Kondo engagiert hatte.
Die Dreharbeiten begannen schließlich im September 2021 in der kanadischen Großstadt Vancouver. In Kanada wurde außerdem in Port Moody und Ucluelet gedreht. Auch in Japan wurde gedreht. Die Dreharbeiten dauerten bis Ende Juni 2022 an, zwei Monate länger als geplant.

## Marketing und Veröffentlichungen
Bis Anfang Februar 2024 waren fünf Trailer veröffentlicht worden. Im Frühjahr 2024 wurden die zehn Episoden der Miniserie auf Hulu und Disney+ im Wochenabstand veröffentlicht.

## Episodenliste
| Nr. | Deutscher Titel                   | Originaltitel              | Erstveröffentlichung USA | Deutschsprachige Erstveröffentlichung (D/A/CH) | Regie                 | Drehbuch                         | Länge  |
| --- | --------------------------------- | -------------------------- | ------------------------ | ---------------------------------------------- | --------------------- | -------------------------------- | ------ |
| 1 | Anjin                             | Anjin                      | 27. Feb. 2024            | 27. Feb. 2024                                  | Jonathan van Tulleken | Rachel Kondo & Justin Marks      | 70 min |
| Im Jahr 1600 erreichen das einsame holländische Handelsschiff Erasmus und seine hungernde Besatzung Ajiro in Japan. Das Schiff und sein verstorbener Kapitän gehörten zu einer niederländischen Flotte mit fünf Schiffen und 500 Mann Besatzung, von der nur noch die Erasmus übrig ist. John Blackthorne, der englische Lotse des Schiffs, und die Besatzung werden von Samurai gefangen genommen. Der japanische Herrscher Taikō ist vor kurzem gestorben und hat die Herrschaft auf fünf gleichberechtigte Daimyō-Regenten aufgeteilt, die vom verstorbenen Taikō zum Schutz seines erbberechtigten Sohnes Nakamura Yaechiyo auf Schloss Osaka ernannt wurden (das sind Ishido Kazunari, Sugiyama, Kiyama ukon Sadanaga, Ohno Harunobu und Yoshii Toranaga). Toranaga entstammt dem Haus Minowara, einer mächtigen Familie im feudalen Japan. Die alteingesessenen portugiesischen Händler und der Jesuitenorden der portugiesisch-katholischen Kirche sind die politischen und religiösen Feinde von Blackthorne, der Protestant ist. Als der örtliche Jesuitenpater erkennt, wer Blackthorne ist, versucht er sofort, ihn von den Japanern als Piraten hinrichten zu lassen. Der Herrscher des Lehens, Kashigi Yabushige, lehnt das Ansinnen des Priesters jedoch ab und schmiedet insgeheim Pläne, die Erasmus und ihre Waffen zu seinem eigenen Vorteil zu nutzen, wenn es unweigerlich zum Krieg kommt. Im Schloss von Osaka leiten die anderen vier Regenten ein Amtsenthebungsverfahren ein und verurteilen Toranaga und alle seine Stammesangehörigen zum Tode. Um Zeit zu gewinnen, beschließt Toranaga, Lady Ochiba no Kata von Edo nach Osaka fahren zu lassen. Muraji, ein Spion in Ajiro, schickt Toranaga eine Nachricht über den gefangenen Blackthorne, und Toranaga befiehlt seinem General Toda Hiromatsu, die Erasmus und ihre Fracht zu beschlagnahmen und den ausländischen Seefahrer nach Osaka zu bringen. Ein anderer Seefahrer, Vasco Rodrigues, ein Spanier in Diensten der Portugiesen, segelt mit einem japanischen Schiff, um Blackthorne nach Osaka zu bringen, doch auf dem Weg dorthin wird Rodrigues von einer Sturmwelle über Bord gespült; Blackthorne übernimmt das Kommando über das Schiff und rettet sowohl Rodrigues als auch seinen Entführer Yabushige. Rodrigues' Schiff kommt schließlich in Osaka an, und Blackthorne wird zum Schloss gebracht, wo er Toranaga und Lady Toda Mariko trifft. |                                   |                            |                          |                                                |                       |                                  |        |
| 2 | Diener zweier Gebieter            | Servants of Two Masters    | 27. Feb. 2024            | 27. Feb. 2024                                  | Jonathan van Tulleken | Rachel Kondo & Justin Marks      | 59 min |
| Im Jahr 1599 ernennt der sterbende Taikō die fünf Regenten, gibt aber insgeheim zu, dass er nur Toranaga traut. Im Jahr 1600 übergibt Rodrigues den Jesuiten Blackthornes beschlagnahmtes Seebuch, das eine Beschreibung der spanischen und portugiesischen Handelsintelligenz enthält. Während Blackthornes erstem Gespräch übersetzen sowohl Mariko als auch der Jesuitenpater Martin Alvito für Blackthorne, aber sie werden durch Ishidos plötzliche Ankunft unterbrochen. Toranaga gibt vor, kein Interesse an Blackthorne zu haben, und lässt ihn ins Gefängnis werfen, um ihn von Ishido fernzuhalten, wobei er insgeheim darüber nachdenkt, dass er Blackthornes Anwesenheit nutzen kann, um Zwietracht zwischen Ishido und den christlichen Daimyō, Kiyama und Ohno, zu säen. Im Gefängnis trifft Blackthorne einen anderen Jesuiten-Gefangenen, den Franziskanerpater Domingo. Domingo erklärt, dass Toranaga einer von fünf konkurrierenden Samurai-Kriegsherren ist, die versuchen, das Amt des Shōgun, des Militärgouverneurs von Japan, zu erlangen, das seit 1573 vakant ist. Er informiert Blackthorne auch darüber, dass Toranaga derzeit unterlegen ist und dass das portugiesische Schwarze Schiff die enormen Gewinne aus dem Seidenhandel zwischen China und Japan über eine geheime Militärbasis in Macau, die von katholisch konvertierten Rōnin bewacht wird, nach Europa zurückbringt. Ishido fordert die anderen vier Busho bzw. Regenten auf, über Toranagas Amtsenthebung abzustimmen, aber Kiyama und Ohno weigern sich, zu unterschreiben, solange Blackthorne nicht hingerichtet ist, und Ishido stimmt widerwillig zu. Später überzeugt Toranagas opportunistischer Gefolgsmann Yabushige Ishido, dass Blackthorne nützlich sein könnte, um die Pläne der Christen für Japan zu durchschauen. Als Blackthorne von Kiyamas Männern zur Hinrichtung abgeführt wird, wird er von Yabushige und seinen Samurai, die sich als Banditen ausgeben, gerettet. In einem zweiten Gespräch mit Toranaga (bei dem Mariko diesmal als alleinige Übersetzerin fungiert) erklärt Blackthorne, dass Portugal und Spanien die Welt unter sich aufgeteilt haben, und enthüllt, dass ihr Endziel darin besteht, alle nicht-katholischen Regierungen durch katholische zu ersetzen, und erzählt von der Existenz des geheimen Stützpunkts in Macao. Toranaga, Mariko und alle anwesenden Japaner sind schockiert, als sie hören, dass ganz Japan dem portugiesischen König „gehört“, und als Vergeltung für diese Anmaßung verbietet Toranaga dem portugiesischen Schwarzen Schiff, Osaka zu verlassen. In dieser Nacht versucht eine von Kiyama im Auftrag der Jesuiten geschickte Kunoichi, Blackthorne zu töten, aber Toranaga hatte heimlich mit Blackthorne das Zimmer getauscht und überrascht den Attentäter. Blackthorne kommt ihm zu Hilfe und die beiden besiegen den Attentäter gemeinsam.                                                              |                                   |                            |                          |                                                |                       |                                  |        |
| 3 | Morgen ist morgen                 | Tomorrow is Tomorrow       | 5. März 2024             | 5. März 2024                                   | Charlotte Brändström  | Shannon Goss                     | 53 min |
| Yabushige verfasst sein Testament, bevor er sich mit Toranaga trifft, da er glaubt, dass er zum Tode verurteilt wird. Stattdessen verspricht Toranaga ihm ein größeres Lehen und weist ihn an, Blackthorne und Toranagas Frau, Lady Kiri No Kata, nach Ajiro zu bringen. Im portugiesischen Hauptquartier widersetzt sich der Kapitän des Schwarzen Schiffs, Generalkapitän Ferriera, Toranagas Verbot, das Schwarze Schiff zu verlassen. Ferriera ignoriert die Bedenken der Jesuiten, das Schwarze Schiff ohne formelle Genehmigung aus Osaka auslaufen zu lassen, und weist Rodrigues an, das Schwarze Schiff noch in der gleichen Nacht zum Auslaufen vorzubereiten. Im Schloss von Osaka bereitet sich die Karawane, die Blackthorne begleitet, einschließlich Yabushige, Toda Buntaro (Marikos Ehemann), Kiri und Toranagas Sohn, Yoshii Nagakado, auf die Abreise nach Ajiro vor. Bevor sie aufbrechen können, trifft Ishido ein, um die Karawane unter dem Vorwand zu inspizieren, ihr seinen Respekt zu erweisen. Toranaga nimmt heimlich den Platz seiner Frau in der Sänfte ein, wobei Blackthorne Zeuge wird. Blackthorne wird von Mariko darüber informiert, dass sie alle getötet werden, wenn diese List auffliegt, und macht eine Szene, in der er seine Empörung über die Verletzung von Kiris Privatsphäre vortäuscht. Der Karawane gelingt es, das Schloss zu verlassen, begleitet von Ishidos Männern. Später in der Nacht, während die Karawane unterwegs ist, starten Kiyamas Männer einen Überraschungsangriff. Als sie erfahren, dass sie Toranaga eskortiert haben, wenden sich Ishidos Männer gegen Toranagas Gruppe. Die Gruppe erreicht den Hafen von Osaka, wobei Buntaro zurückbleibt, um die Verfolgung aufzuhalten, und entkommt an Bord einer japanischen Galeere. Als er sieht, dass Kiyamas Männer den Hafen mit Fischerbooten blockieren, geht Toranaga an Bord des Schwarzen Schiffes und schließt einen Handel mit den Portugiesen ab: Er bietet ihnen die Erlaubnis, die Stadt zu verlassen, eine Summe Silbermünzen und die Erlaubnis, in Edo eine Kirche zu bauen, als Gegenleistung für die Überfahrt auf ihrem Schiff. Toranaga versucht auch, sie davon zu überzeugen, die christlichen Regenten zu seinen Gunsten zu beeinflussen, aber im Gegenzug verlangen die Portugiesen, dass Blackthorne in ihrer Hand bleibt. Ferriera, Rodrigues und Toranagas Gruppe segeln mit dem Schwarzen Schiff davon, aber Blackthorne folgt ihm in der Galeere und schließt sich dem Schwarzen Schiff an, nachdem beide Schiffe die Blockade durchbrochen haben. Sobald sie sicher auf See sind, macht Toranaga Blackthorne zum Hatamoto und bittet ihn, ein neues Regiment in westlichen Taktiken zu unterrichten und ihm das Tauchen beizubringen. In Osaka teilt Hiromatsu den Regenten mit, dass Toranaga von seinem Amt zurückgetreten ist, was bedeutet, dass sie nicht mehr beschlussfähig sind, um über seine Amtsenthebung abzustimmen. |                                   |                            |                          |                                                |                       |                                  |        |
| 4 | Der achtfältige Zaun              | The Eightfold Fence        | 12. März 2024            | 12. März 2024                                  | Frederick E.O. Toye   | Nigel Williams and Emily Yoshida | 56 min |
| Nach der Ankunft der Galeere in Ajiro inspiziert Toranaga zunächst Yabushiges Armee, bevor er nach Edo aufbricht. Währenddessen erfährt Blackthorne von Mariko, dass seine Mannschaft dorthin verlegt wurde und dass sowohl die Erasmus als auch er selbst nun offiziell Toranaga gehören. Als Gegenleistung für seine Dienste erhält er nicht nur ein großzügiges Gehalt und ein eigenes Haus, sondern soll auch Usami Fuji, die Enkelin von Hiromatsu, zur Frau nehmen – unter der Bedingung, dass er Yabushiges Truppen sechs Monate lang in europäischer Kriegskunst unterrichtet. Während Blackthorne sich mit seiner neuen Rolle arrangiert, schmiedet Yabushiges Neffe, Kashigi Omi, einen gefährlichen Plan: Er schlägt vor, die beschlagnahmten Gewehre und Kanonen der Erasmus an sich zu nehmen und sie Ishido anzubieten – ein möglicher Verrat an Toranaga. Blackthorne beginnt unterdessen mit der Ausbildung der Soldaten und bringt ihnen in der ersten Woche die Grundlagen des englischen Seekampfes bei. Besonders konzentriert er sich darauf, ihre Treffsicherheit und Effizienz im Umgang mit Kanonen zu verbessern. Eines Abends trifft Nebara Jozen, Ishidos Adjutant, in Ajiro ein und verlangt von Yabushige, nach Osaka zurückzukehren, um den dortigen Daimyō-Regenten seine Loyalität zu bekunden. Doch Yabushige weiß, dass dies sein sicheres Todesurteil bedeuten könnte. Um Zeit zu gewinnen, lädt er Jozen ein, über Nacht zu bleiben und am nächsten Tag einer Vorführung der Kanonen beizuwohnen. Beim Abendessen schenkt Blackthorne Fuji als Zeichen seiner Dankbarkeit eine seiner Pistolen. Sie erwidert die Geste, indem sie ihm die Schwerter ihres verstorbenen Vaters überreicht. In der Nacht schleicht sich Mariko in Blackthornes Zimmer und verbringt die Nacht mit ihm. Am nächsten Morgen erklärt sie ihm, dass sie und Fuji angeblich eine Kurtisane für ihn engagiert hätten. Am darauffolgenden Tag nimmt die geplante Kanonen-Demonstration eine dramatische Wendung. Noch bevor Yabushige eingreifen kann, handelt Nagakado eigenmächtig: Er feuert mit Kettenschüssen auf Jozen und dessen Gefolge – ein blutiges Massaker, das Yabushige in eine höchst gefährliche Lage bringt. |                                   |                            |                          |                                                |                       |                                  |        |
| 5 | Von der Faust gelassen            | Broken to the Fist         | 19. März 2024            | 19. März 2024                                  | Frederick E.O. Toye   | Matt Lambert                     | 56 min |
| Toranaga kehrt mit seiner gesamten Armee nach Ajiro zurück, und als er erfährt, dass Nagakado Jozen getötet hat, entzieht er ihm das Kommando über das Kanonenregiment und übergibt den Posten an Omi. Nachdem Buntaro die Tortur in Osaka überlebt hat und nach Edo fliehen konnte, zieht er bei Blackthorne und Mariko ein. Blackthorne bekommt von Toranaga einen frisch geschlachteten Fasan geschenkt, den er im Vorgarten seines Hauses aufhängt, um ihn reifen zu lassen. Er weist die Hausgemeinschaft an, den Fasan nicht zu berühren, bis er reif ist. Während des Abendessens trinken Blackthorne und Buntaro Sake, bevor Buntaro im betrunkenen Zustand seine Bogenschießkünste unter Beweis stellt und Mariko zwingt, Blackthorne zu erzählen, wie ihr Vater, Fürst Akechi Jinsai, Fürst Kuroda, den früheren Herrscher Japans vor dem Taikō, ermordete und gezwungen wurde, seine Familie hinzurichten, bevor er Seppuku beging, und dass sie Buntaro heiratete und gezwungen wurde, als Sühne für das Verbrechen ihres Vaters zu leben. Später in der Nacht, als er mitbekommt, dass Mariko von Buntaro angegriffen wurde, konfrontiert Blackthorne ihn draußen, aber Buntaro legt sein Schwert nieder und entschuldigt sich für die Störung seines Hauses. Am nächsten Tag, nach einem langen Gespräch mit Mariko, kehrt Blackthorne nach Hause zurück und erfährt, dass Uejiro, der Gärtner des Hauses, auf Anweisung von Muraji, dem Dorfvorsteher, den verrottenden Fasan abgenommen und vergraben hat und dafür hingerichtet wurde. Blackthorne lehnt Fujis Bitte ab, sie wegen Befehlsverweigerung zu töten, und wendet sich an Toranaga mit der Bitte, Japan endgültig zu verlassen. Ein schweres Erdbeben verursacht einen Erdrutsch und Blackthorne kann Toranaga davor bewahren, lebendig begraben zu werden. Blackthorne kehrt zu einem schwer beschädigten Ajiro zurück und stellt fest, dass Fuji verletzt wurde. Am nächsten Tag führt Muraji Yabushige und Omi zu Uejirous Hütte und schafft es, sie davon zu überzeugen, dass der Gärtner der Spion gewesen sei, nach dem sie gesucht haben. In Osaka debattieren die verbleibenden Regenten darüber, wer Toranagas Platz im Rat einnehmen solle. Ochiba trifft schließlich ein und trifft sich wieder mit Yaechiyo, bevor sie Ishido mitteilt, dass der Rat nun auf sie höre werde. |                                   |                            |                          |                                                |                       |                                  |        |
| 6 | Die Frauen in der Welt der Weiden | Ladies of the Willow World | 26. März 2024            | 26. März 2024                                  | Hiromi Kamata         | Maegan Houang                    | 57 min |
| Im Jahr 1578 wird Mariko von Jinsai in das Haus von Nobuhisa geschickt, wo sie sich mit dessen Tochter – der zukünftigen Ochiba – anfreundet. Eines Nachts wird Mariko Zeuge, wie die Verbündeten ihres Vaters von Nobuhisa hingerichtet werden, während er ohnmächtig zusehen muss. Im Jahr 1600 rettet Blackthorne Toranagas Leben bei einem Erdbeben, er wird dafür zum Chefadmiral und General seines Kanonenregiments befördert, seine erneute Bitte um Rückgabe seines Schiffs bleibt aber unerfüllt. Mariko bringt Blackthorne befehlsgemäß in ein Bordell, verlässt es aber, nachdem die Kurtisane ihn ins Separée geführt hat. Toranaga offenbart Mariko Jinsais Wunsch, dass sie seine Arbeit zum Schutz Japans nach seinem Tod fortsetze. Im Schloss von Osaka werden die verbleibenden drei Regenten und ihre Familien von Ochiba und Ishido als Geiseln genommen, unter dem Vorwand eines Anschlags auf Yaechiyos Leben. Hiromatsu gelingt die Flucht, aber er muss Kiri und die anderen zurücklassen. Bei einer Theateraufführung des einflussreichen Daimyō Ito erinnert Ochiba daran, dass sie nach Nobuhisas Tod als Gemahlin des Taikō aufgenommen wurde und einen Erben für ihn zur Welt brachte. Sie und Ishido bieten Ito einen Platz im Rat an, das Ratsmitglied Sugiyama verweigert ihm aber die Bestätigung. Später erklärt Ochiba Ishido, Toranaga sei als Mastermind hinter dem Tod ihres Vaters gestanden. Sugiyama versucht, aus Osaka zu fliehen, wird aber mit seiner Familie von Ishido und seinen Gefolgsleuten getötet. In Ajiro berichtet Hiromatsu über die Lage in Osaka. Toranagas Kriegsrat will den Plan des „Blutroten Himmels“ in die Tat umsetzen, der einen Angriff auf die Burg von Osaka und die Bildung einer neuen Regierung vorsieht. Toranaga verweigert sich, weil er nicht der neue Shōgun werden will. Als ihn die Nachricht von Sugiyamas Tod erreicht, erkennt Toranaga, dass ihm keine Ausweichmöglichkeit bleibt, und stimmt dem Angriffsplan zu, um Yaechiyo zu schützen und künftiges Blutvergießen zu verhindern. |                                   |                            |                          |                                                |                       |                                  |        |
| 7 | Zeitspanne eines Räucherstäbchens | A Stick of Time            | 2. Apr. 2024             | 2. Apr. 2024                                   | Takeshi Fukunaga      | Matt Lambert                     | 55 min |
| Der noch junge Toranaga erringt mit nur 12 Jahren im Jahr 1554 seinen ersten Sieg in einer Schlacht gegen den Kriegsherrn Mizoguchi, der daraufhin Seppuku begeht. 46 Jahre später, im Jahr 1600, trifft Toranaga seinen entfremdeten Halbbruder Saeki Nobutatsu, um die Bedingungen für den Zusammenschluss ihrer beiden Armeen zu besprechen, die im Rahmen des Plans „Blutroter Himmel“ in Osaka einfallen sollen. Saeki offenbart, dass ihm die fünfte Regentschaft anstelle von Sugiyama angeboten wurde, und Toranaga erfährt, dass er sich entscheiden muss, ob er sich dem Rat unterwirft und nach Osaka reist, oder ob ihm ein Krieg droht. Saeki teilt Yabushige auch mit, dass sein General getötet wurde, was jede Chance zunichte macht, dass Yabushige erfolgreich auf beiden Seiten spielt. Yabushige ist frustriert und versucht, Blackthorne den richtigen Umgang mit seinem Schwert beizubringen. Nachdem er ihn entwaffnet und zu Boden gebracht hat, setzt Buntaro ihm sein Schwert an den Hals, beschließt aber, Blackthorne nicht zu töten. Enttäuscht über seinen Mangel an Selbstdisziplin bittet Buntaro Toranaga förmlich, Blackthorne zu töten, und Mariko bittet daraufhin Toragana, sie sterben zu lassen. Toranaga lehnt beide Wünsche ab. Am nächsten Morgen informiert Toranaga Saeki über seine Absicht, sich zu ergeben und erklärt, dass es trotz der Proteste von Nagakado und Yabushige keinen Blutroten Himmel geben wird. Während Saeki im Bordell ist, wird er von Kiku, die sich mit Nagakado verschworen hat, um ihn zu töten, in einen Hinterhalt gelockt. Saeki versucht zu fliehen, stolpert aber beim Teich des Teehauses. Nagakado versucht, ihn zu töten, rutscht aber aus und schlägt mit seinem Kopf gegen einen Stein und verblutet. |                                   |                            |                          |                                                |                       |                                  |        |
| 8 | Der Abgrund des Lebens            | The Abyss of Life          | 9. Apr. 2024             | 9. Apr. 2024                                   | Emmanuel Osei-Kuffour | Shannon Goss                     | 58 min |
| Toranaga und seine Truppen machen sich auf den Weg nach Edo, um die Beerdigung Nagakados und die anschließenden 49 Tage der Trauer zu organisieren. Ishido unterbreitet Ochiba einen Heiratsantrag, um ihre Allianz zu festigen. Alvito rät Toranaga dazu, eine Allianz mit Ochiba einzugehen und Ishido zu entmachten. Doch Toranaga entscheidet, durch den Priester Ishido seine formelle Kapitulation mitteilen zu lassen. Buntaro und Mariko veranstalten eine Teezeremonie, bei der Buntaro vorschlägt, Selbstmord zu begehen, um gegen Toranagas Kapitulation zu protestieren. Mariko lehnt jedoch ab. Blackthorne sucht seine ehemaligen Schiffskameraden auf, und Salamon konfrontiert ihn mit seinen Entscheidungen als Steuermann, die sie nach Japan führten. Blackthorne bietet Yabushige seine Dienste an, der zuerst ablehnt. Daiyoin erleidet einen Schlaganfall und bittet vor ihrem Tod Ochiba, die Feindseligkeiten zu beenden und die Geiseln freizulassen. Toranagas Gefolgsleute unterzeichnen ein formelles Kapitulationsdokument, doch Hiromatsu begeht aus Widerstand Seppuku. Toranaga enthüllt Mariko, dass Hiromatsus Selbstmord ein strategischer Schachzug war, um seine Feinde zu täuschen. Überzeugt von der Täuschung akzeptiert Yabushige schließlich Blackthornes Hilfe. Toranaga schickt Mariko als seinen Abgesandten nach Osaka. Am Grab seines Sohnes am folgenden Morgen dankt Toranaga diesem und Hiromatsu und schwört, ihre aufgeopferte Zeit nicht zu vergeuden. |                                   |                            |                          |                                                |                       |                                  |        |
| 9 | Blutroter Himmel                  | Crimson Sky                | 16. Apr. 2024            | 16. Apr. 2024                                  | Frederick E.O. Toye   | Rachel Kondo & Caillin Puente    | 60 min |
| Blackthorne, Mariko und Yabushige erreichen Osaka, um sich im Auftrag Toranagas Ishido zu ergeben. Mariko versucht, auf Toranagas Anweisung hin die Stadt mit seiner Familie zu verlassen, wird jedoch beim Verlassen von den Wachen überwältigt und kündigt an, bei Sonnenuntergang Selbstmord zu begehen. Ishido bietet daraufhin Yabushige sein Leben an, sofern dieser ihm Treue schwört. Ochiba trifft sich heimlich mit Mariko und versucht, sie anhand gemeinsamer Kindheitserinnerungen zur Aufgabe zu bewegen, doch Mariko bleibt standhaft. Sie bereitet sich auf den Seppuku vor, aber Ishido greift ein und erlaubt ihr die Abreise. Später gestehen Blackthorne und Mariko sich ihre Liebe. Nachdem Yabushige Ishidos Vorschlag akzeptiert hat, lässt dieser heimlich eine Armee von Shinobi in die Burg eindringen. Blackthorne verhindert jedoch die Entführung Marikos. Inmitten des Aufruhrs verschanzen sich Blackthorne, Mariko, Yabushige und Toranagas Anhänger in einem Lagerhaus. Als die Shinobi Sprengstoff einsetzen, um die Tür zu sprengen, stellt sich Mariko davor, um Ishido herauszufordern, und kommt dabei ums Leben, was Blackthorne tief erschüttert. |                                   |                            |                          |                                                |                       |                                  |        |
| 10 | Ein Traum von einem Traum         | A Dream of a Dream         | 23. Apr. 2024            | 23. Apr. 2024                                  | Frederick E.O. Toye   | Maegan Houang & Emily Yoshida    | 63 min |
| In einem Traum sieht man den gealterten Blackthorne hustend im Bett liegend, während seine beiden Enkel daneben ihn nach der Geschichte hinter seinen Samuraischwertern fragen. In der Gegenwart setzt die Geschichte nach der Explosion wieder ein. Blackthorne findet die leblose Mariko und spricht verzweifelt ein Gebet. Nach dem Angriff auf das Schloss Osaka wird Mariko bestattet und der Rat beschließt einstimmig, Toranaga den Krieg zu erklären. Blackthorne verlässt Osaka mit Yabushige und Toranagas Begleitern, nachdem er von Alvito erfahren hat, dass Mariko die Kirche darum gebeten hatte, sein Leben zu verschonen. Bei der Ankunft in Ajiro stellen sie fest, dass die Erasmus zerstört wurde und Toranagas Männer erbarmungslos Jagd auf die mutmaßlichen Verräter machen. Yabushige wird verhaftet und gesteht, Ishido geholfen zu haben, woraufhin Toranaga ihn auffordert, am nächsten Tag Seppuku zu begehen. Blackthorne trifft Fuji wieder, die ihm mitteilt, dass sie von ihren Pflichten entbunden wurde und Nonne werden möchte. Am nächsten Tag bittet Blackthorne Toranaga, Ajiro zu verschonen und droht damit, Seppuku zu begehen, aber Toranaga hält ihn davon ab und befiehlt den Bau einer Schiffsflotte. Später gesteht Toranaga Yabushige, dass er die Zerstörung der Erasmus angeordnet hat, um Blackthorne daran zu hindern, Japan zu verlassen. Marikos Tod habe dazu beigetragen, Ochiba davon zu überzeugen, Ishido vor der bevorstehenden Schlacht von Sekigahara die Unterstützung zu entziehen. Toranaga glaubt, dass der Rat Ishido danach nicht mehr unterstützen wird und deutet an, dass er so doch noch Shogun werden wolle. Yabushige möchte Genaueres erfahren, was Toranaga ihm jedoch verwehrt. Yabushige vollstreckt sein Urteil und begeht mit Toranagas Hilfe Seppuku. Blackthorne fährt zusammen mit Fuji aufs Wasser, um die Asche ihres verstorbenen Mannes und Kindes zu verstreuen. Blackthorne übergibt auch Marikos Rosenkranz der See. Unterstützt durch Buntaro und die Dorfbewohner beginnt Blackthorne, die Erasmus aus dem Wasser zu ziehen, was Toranaga aus der Ferne beobachtet. |                                   |                            |                          |                                                |                       |                                  |        |

## Auszeichnungen
Bei den Emmy Awards 2024 (einschließlich Creative Arts Emmy Awards) gewann die Serie 18 Preise, darunter in den Kategorien „beste Dramaserie“, „beste Hauptdarstellerin“ (Anna Sawai), „bester Hauptdarsteller“ (Hiroyuki Sanada) und „beste Regie“; nominiert war sie in 25 Kategorien. Nie zuvor war eine Serie bei einer einzelnen Emmyverleihung erfolgreicher.
Ein Jahr später folgten bei der Verleihung der Golden Globe Awards 2025 Preise in allen vier nominierten Kategorien – „beste Dramaserie“, „beste Hauptdarsteller“ (Sanada und Sawai) und „bester Nebendarsteller“ (Tadanobu Asano).